# Consulat général de Chine à Strasbourg
Le consulat général de Chine à Strasbourg est une représentation consulaire de la République populaire de Chine en France. Il est situé rue Bautain, à Strasbourg, en Alsace. Il a ouvert le 28 avril 1998.

## Centre de visa
Depuis le 23 novembre 2018, en raison de l'augmentation des demandes de visa, un centre de visa a été ouvert, hors les murs du consulat, au 19 rue du Fossé-des-Treize. Les visas sont traités par une autre annexe du consulat, la section consulaire, au 4 rue Eugène-Carrière.

## Nouveau consulat
Depuis plusieurs années, la Chine cherche à déménager. La villa du Kaysersguet lui était d'abord destiné. Ce dernier a finalement accueilli le Lieu d'Europe. Depuis, un terrain situé rue de la Carpe-Haute a été acquis le 19 décembre 2014. Il devrait devenir la nouvelle maison du consulat à terme. Un permis de construire a été accordé le 3 mai 2019, attaqué ensuite en octobre 2019. Dans l'attente, le chantier a été suspendu.

## Sources
1. ↑  « Avis d'ouverture du Centre de visa chinois à Strasbourg-Actualités », sur bio.visaforchina.org (consulté le 10 mai 2020)
2. ↑  « Présentation du Consulat Général », sur strasbourg.china-consulate.org (consulté le 10 mai 2020)
3. ↑  « Le consulat de Chine à la Robertsau », sur Rue89 Strasbourg, 25 mai 2012 (consulté le 10 mai 2020)
4. ↑  « Futur consulat de Chine - Vente du terrain (Strasbourg) — Archi-Wiki », sur www.archi-wiki.org (consulté le 10 mai 2020)
5. ↑  « Strasbourg. Nouveau consulat de Chine : permis déposé, permis attaqué », sur www.dna.fr (consulté le 10 mai 2020)